# Heinrich Goldhorn
David Johannes Heinrich Goldhorn (geboren 31. Juli 1810 in Leipzig; gestorben 21. Dezember 1874 ebenda) war ein deutscher Bibliothekar.

## Leben und Wirken
Er war der Sohn des Leipziger Pfarrers Johann David Goldhorn. Nach dem Schulbesuch an der Landesschule Grimma ging er zum Theologiestudium an die Universität Leipzig. 1836 wurde er Licentiat der Theologie und akademischer Privatdozent, als solcher hielt er von 1837 bis 1843 Vorlesungen über Kirchen- und Religionsgeschichte an der Universität Leipzig. 1837 erfolgte seine Ernennung zum Kustos an der Universitätsbibliothek Leipzig. Nach mehreren Jahren Praxis wurde er 1849 zum Bibliothekar an der Universitätsbibliothek zu Leipzig ernannt. Kurze Zeit später erhielt er den Titel Königlich Sachsischer Hofrat. Zuletzt war er Oberbibliothekar.

## Publikationen (Auswahl)
- De summis principiis theologiae Abaelardeae. Leipzig, 1836.
- Johann David Goldhorn. Ein biographischer Versuch. In: Hallisches „Journal für Prediger“. Halle, 1837.
- Thascii Caec. Cypriani opera genuina. ad opt. libr. fidem expr. brevique adnotatione instr. Pars I. II. (Bibliotheca Patrum eccles. latin. selecta, cur. Gersdorf, Vol. II. III.) Leipzig, 1838.
- Die Christuspartei zu Corinth im apostolischen Zeitalter. In: Zeitschrift für die histor. Theologie 1840, 2. Heft.
- Die theologische Literatur des Jahres 1840 und 1841 systematisch zusammengestellt. In: Bockel’s Almanach für evangel. Prediger, Jahrg. 1842 und 1844.
- S. Basilii et. S. Gregorii Theologi vulgo Nazianzeni opera dogmatica selecta. Ex recens. Monachorum O. S. Benedicti e congr. S. Mauri cum eorundum interpretatt. et animadverss. etc. edenda curavit. (Bibliotheca Patrum graec. dogmatita, cur. Thilo, Vol. II.) Leipzig, 1854.
- Abälard’s dogmatische Hauptwerke tractatus de unitate et trinitate unb theologia. In: Zeitschrift für die historische Theologie, Jahrg. 1866, 2. Heft.